# クリス・ヘザリントン
クリス・レイ・ヘザリントン（Chris Ray Hetherington 1972年11月27日 - ）はコネチカット州ノース・ブランフォード出身の元アメリカンフットボール選手。ポジションはフルバック。

## 経歴
エイボン・オールド・ファームズ高校ではフットボールの他、野球やアイスホッケーでも活躍。イェール大学では卒業直前に野球を掛け持ちした時期を除きフットボールに専念し、クォーターバックとして活躍、大学の多くのパス記録を塗り替えた。
卒業後、シンシナティ・ベンガルズとフリーエージェント契約を結ぶが最終ロースターに入れずカットされ、直後にインディアナポリス・コルツに移籍し試合出場を果たした。コルツには1998年まで在籍、その後1999年から2002年まではカロライナ・パンサーズ、2002年にセントルイス・ラムズ、2003年から2004年にオークランド・レイダース、2005年から2006年まではサンフランシスコ・フォーティーナイナーズでプレーし、合計11シーズンNFLの5チームでプレーして現役を引退した。
その後、エボリューション・キャピタル・マネジメントに入社。実業界に転じる。
2010年6月、日本のプロバスケットボール球団である東京アパッチのプレジデントに就任した。アパッチではそれまで1つの会場に固定されていなかったホームゲームを代々木第二体育館をホームアリーナとする決定を下した。